# Východní severní státy

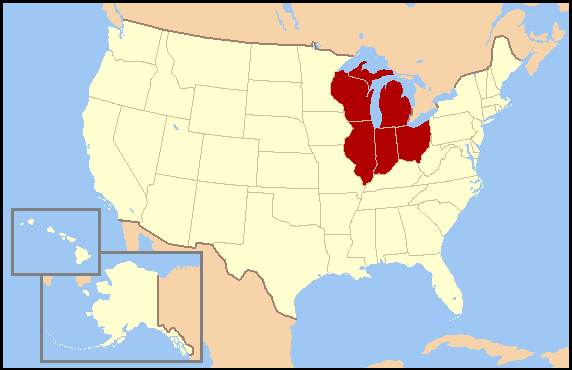
Východní severní státy na mapě USA

Východní severní státy (East North Central States) je jedna z devíti oblastí USA, které definuje United States Census Bureau (Americký úřad pro sčítání lidu). Jde o část regionu Midwest, který obsahuje státy Illinois, Indiana, Michigan, Ohio a Wisconsin. V roce 2010 zde žilo cca 46 421 564 obyvatel.
Podle sčítání z roku 2010 patřili do první desítky obyvatelé evropského původu s kořeny:
- německými: 25,3 %
- irskými: 12,5 %
- anglickými: 8,0 %
- polskými: 6,5 %
- italskými: 5,1 %
- francouzskými a francouzsko-kanadskými: 3,5 %
- skandinávskými: 3,5 % (1,6 % norský, 1,5 % švédský, a 0,4 % dánský)
- nizozemskými: 2,4 %
- skotskými: 1,6 %
- maďarskými: 0,9 %